# Кьерульф, Джон
Джон Кьеру́льф (дат. John Kjaerulff) — датский кёрлингист.
В составе мужской сборной Дании участник чемпионата мира 1975 (заняли девятое место). Чемпион Дании среди мужчин.
Играл на позиции четвёртого, был скипом команды.

## Достижения
- Чемпионат Дании по кёрлингу среди мужчин: золото (1975).

## Команды
| Сезон   | Четвёртый     | Третий       | Второй          | Первый      | Турниры                      |
| ------- | ------------- | ------------ | --------------- | ----------- | ---------------------------- |
| 1974—75 | Джон Кьерульф | Лейф Готтске | Кеннет Поульсен | Петер Хаазе | ЧДМ 1975 · ЧМ 1975 (9 место) |

(скипы выделены полужирным шрифтом)